# بيل ستونمان
بيل ستونمان (بالإنجليزية: Bill Stoneman)‏ هو لاعب كرة قاعدة أمريكي، ولد في 7 أبريل 1944 في أوك بارك في الولايات المتحدة.

## وصلات خارجية
- بيل ستونمان على موقعبيزبول رفرنس.كوم (الدوري الرئيسي) (الإنجليزية)
- بيل ستونمان على موقعبيزبول رفرنس.كوم (الدوري الثانوي) (الإنجليزية)